# Даніло Рітмюллер
Даніло Рітмюллер (нар. 13 листопада 1999, Бланкенбург) — німецький біатлоніст. На Кубку світу з біатлону дебютував у 2024 році в Антгольці.

## Кар'єра
Перші міжнародні змагання Рітмюллера відбулися на зимових юнацьких Олімпійських іграх 2016 року в Ліллегаммері. Спортсмен тричі фінішував у топ-10 в особистих змаганнях, зі збірною Німеччини виграв срібну медаль у змішаній естафеті.
У 2017 році брав участь у молодіжному заліку на Чемпіонаті світу з біатлону серед юніорів у Брезно-Осрбліє, де посів 3-тє місце в гонці переслідування, індивідуальній гонці та в естафеті. У 2019 році Рітмюллер знову взяв участь у юніорському чемпіонаті світу з біатлону, який, як і в 2017 році, проходив у Брезно-Осрбліє. Фінішував третім в індивідуальному заліку, а також здобув срібну медаль в естафеті. 2019 року Рітмюллер вперше був номіновий на Кубок IBU. Він зміг піднятися на подіум у своєму дебютному сезоні, посівши 3-тє місце в спринті в Мартелло.
На індивідуальній гонці в Антгольці на Кубку світу 2023/24 Рітмюллер дебютував у Кубку світу з біатлону 18 січня 2024 року. У змаганнях він посів 7-ме місце. З цим результатом він також кваліфікувався до наступного масстарту, в якому потім досяг 24-го місця.

## Результати біатлону
Усі результати взяті з Міжнародного союзу біатлоністів.

### Кубок світу
| Сезон   | Загалом | Загалом | Загалом | Індивідуальний | Індивідуальний | спринт | спринт  | Переслідування | Переслідування | Масовий старт | Масовий старт |
| Сезон   | Гонки   | Очки    | Позиція | Очки           | Позиція        | Очки   | Позиція | Очки           | Позиція        | Очки          | Позиція       |
| ------- | ------- | ------- | ------- | -------------- | -------------- | ------ | ------- | -------------- | -------------- | ------------- | ------------- |
| 2023–24 | 2/21    | 50      | 46-й    | 36             | 19-й           | —      | —       | —              | —              | 14            | 30-й          |